# 2000 SR331
2000 SR331, também escrito como 2000 SR331, é um objeto transnetuniano que está em uma ressonância orbital de 2:5 com o planeta Netuno. Ele possui uma magnitude absoluta de 8,9 e, tem um diâmetro estimado de cerca de 73 km.

## Descoberta
2000 SR331 foi descoberto no dia 23 de setembro de 2000 pelo astrônomo B. Gladman.

## Órbita
A órbita de 2000 SR331 tem uma excentricidade de 0,444 e possui um semieixo maior de 56,059 UA. O seu periélio leva o mesmo a uma distância de 31,152 UA em relação ao Sol e seu afélio a 80,967 UA.